# Casearia williamsiana
Casearia williamsiana är en videväxtart som beskrevs av H.O. Sleum.. Casearia williamsiana ingår i släktet Casearia och familjen videväxter. Inga underarter finns listade i Catalogue of Life.